# Ristabbanna
Ristabbanna è un film drammatico del 2010 diretto da Daniele De Plano e Gianni Cardillo.

## Trama
Al vecchio Natale, un tempo salinaro e pescatore di Marsala, è rimasta solo la nipote Rosina, partita per gli Stati Uniti d'America inseguendo il sogno di fare l'attrice. Per comunicare con lei, Natale decide di acquistare una telecamera con la quale inviarle dei video-messaggi ma un ladro gliela sottrae e dopo un tentativo fallito di venderla la regala al figlio Niccolò. Il ragazzo cerca di rimediare al gesto del padre riportando la telecamera al vecchio pescatore il quale, intuito l'animo di Niccolò, gli propone di aiutarlo nella realizzazione del video-messaggio. Da questo momento Niccolò non si separerà più dalla telecamera e non la spegnerà neppure al funerale di Natale, cui partecipa anche Rosina arrivata dall'America. Il ritorno di Rosina in Sicilia provoca un terremoto di cambiamenti non solo nella famiglia di Niccolò ma persino nella vita della donna, combattuta tra il legame con la sua terra e il richiamo del mondo luccicante del cinema statunitense. Una sorpresa sconvolgente però è in agguato nella storia.

## Riconoscimenti
- 2012 - Rome independent film festival
  - Miglior film italiano